# Guerras bizantino-búlgaras
As guerras bizantino-búlgaras foram uma série de conflitos travados entre os bizantinos e os búlgaros que começaram quando estes se assentaram pela primeira vez na península balcânica no século V e se intensificaram com a expansão do Primeiro Império Búlgaro para o sudoeste após 680. Ambos os lados continuaram a lutar no decorrer do século seguinte com resultados variados até que os búlgaros, liderados pelo cã Crum, infligiram uma série de decisivas derrotas sobre os bizantinos. Após a morte de Crum, em 814, seu filho Omortague negociou uma paz que perduraria por trinta anos. Em 893, quando as hostilidades recomeçaram, Simeão I derrotou os bizantinos em sua ofensiva para criar um grande império na Europa Oriental, mas fracassou.
Em 971, o imperador bizantino João I Tzimisces enfrentou croatas, magiares, pechenegues e rus', mas, mesmo assim, conseguiu subjugar a maior parte do enfraquecido Império Búlgaro, derrotando Bóris II e capturando Preslava, sua capital. Finalmente, Basílio II Bulgaróctono, o "matador de búlgaros", conquistou completamente a Bulgária em 1018 após uma decisiva vitória na Batalha de Clídio em 1014. Os búlgaros não se acomodaram e diversas revoltas ocorreram contra o controle bizantino entre 1040 e 1041 e nas décadas de 1070 e 1080, mas fracassaram. Em 1185, porém, Teodoro Pedro e João Asen iniciaram uma rebelião e o enfraquecido Império Bizantino, que enfrentava diversos conflitos dinásticos internos, não conseguiu evitar que os búlgaros se libertassem.
Depois que a Quarta Cruzada conquistou Constantinopla em 1204, Joanitzes, o imperador da Bulgária, tentou iniciar relações amigáveis com os estados cruzados, mas o recém-criado Império Latino rejeitou suas ofertas de aliança,. Por conta desta gélida recepção, Joanitzes se aliou ao Império de Niceia, um dos estados sucessores bizantinos criados na ocasião, o que reduziu o poder dos cruzados e os manteve cercados na região. Mesmo tendo seu sobrinho Boril se aliado aos latinos, seus sucessores se alinharam com os nicenos. Após o colapso do Império Latino, os bizantinos, aproveitando-se de um guerra civil no vizinho, capturaram partes da Trácia, mas o imperador búlgaro Teodoro Esvetoslau logo recuperou o território perdido. As relações bizantino-búlgaras continuaram flutuando entre alianças e guerras até que os turcos otomanos tomaram a capital búlgara em 1393 e a bizantina em 1453.

## Guerra de Asparuque

Fundação do estado búlgaro sob Asparuque

Os bizantinos e os protobúlgaros se enfrentaram pela primeira vez quando a horda do filho mais jovem do cã Cubrato, Asparuque, mudou-se para o ocidente e se assentou na região que corresponde atualmente ao sul da Bessarábia. Asparuque derrotou os bizantinos liderados por Constantino IV - que realizaram uma campanha combinada por mar e terra - na Batalha de Ongala. Sofrendo de problemas de saúde, o imperador teve que abandonar  exército, que entrou em pânico e foi derrotado pelos protobúlgaros. Em 681, Constantino foi forçado a reconhecer a reconhecer a existência de um estado búlgaro na província da Mésia II e ainda pagou tributos para evitar novas invasões búlgaras na Trácia. Mesmo assim, oito anos depois, Asparuque invadiu com sucesso a região.

## Guerras de Tervel
Tervel, mencionado pela primeira vez nos textos bizantinos em 704 quando o imperador bizantino deposto Justiniano II procurou-o em busca de ajuda, apoiou Justiniano numa tentativa de recuperar o trono bizantino em troca de amizade, presentes e a mão de sua filha em casamento. Com um exército de 15 000 cavaleiros emprestados por Tervel, Justiniano avançou rapidamente para a capital e conseguiu invadi-la em 705. Agora no trono, Justiniano executou os usurpadores, os imperadores Leôncio e Tibério III, juntamente com suas famílias e cobriu Tervel de presentes, além de conceder-lhe título de cáiser (césar), um título que só não era inferior ao do imperador - a primeira vez na história bizantina que um governante estrangeiro recebeu a honra. Além disso, o novo cáiser provavelmente recebeu territórios no nordeste da Trácia, uma região chamada Zagore. Se a filha de Justiniano, Anastácia, se casou ou não com Tervel, não se sabe.
Meros três anos depois, o próprio Justiniano II violou os termos de seu tratado e, aparentemente, iniciou uma campanha para recuperar as terras cedidas. Tervel o derrotou na Batalha de Anquíalo em 708. Em 711, enfrentando uma séria revolta na Ásia Menor, Justiniano novamente buscou a ajuda de Tervel, mas recebeu apenas um apoio morno na forma de 3 000 soldados. Enganado pelo rebelde Filípico, Justiniano foi capturado e executado, mas seus aliados búlgaros receberam a permissão de voltar incólumes para casa. Tervel se aproveitou da situação e armou diversos raides na Trácia no ano seguinte, saqueando toda a região até chegar às redondezas de Constantinopla.
De acordo com a informação cronológica disponível no "Imennik", Tervel morreu em 715. Porém, o cronista bizantino Teófanes, o Confessor, relata a participação de Tervel numa tentativa de restaurar o deposto imperador Anastácio II em 718 ou 719. Se Tervel de fato viveu até lá, foi ele o governante que firmou um novo tratado com o Teodósio III em 716 (confirmando o tributo anual pago pelos bizantinos e as concessões na Trácia, além de regulamentar as relações comerciais e o tratamento de refugiados políticos), e foi também ele que ajudou a libertar Constantinopla do segundo cerco árabe em 717-718. De acordo com Teófanes, os búlgaros chacinaram 22 000 árabes nesta batalha.

## Guerras de Constantino V

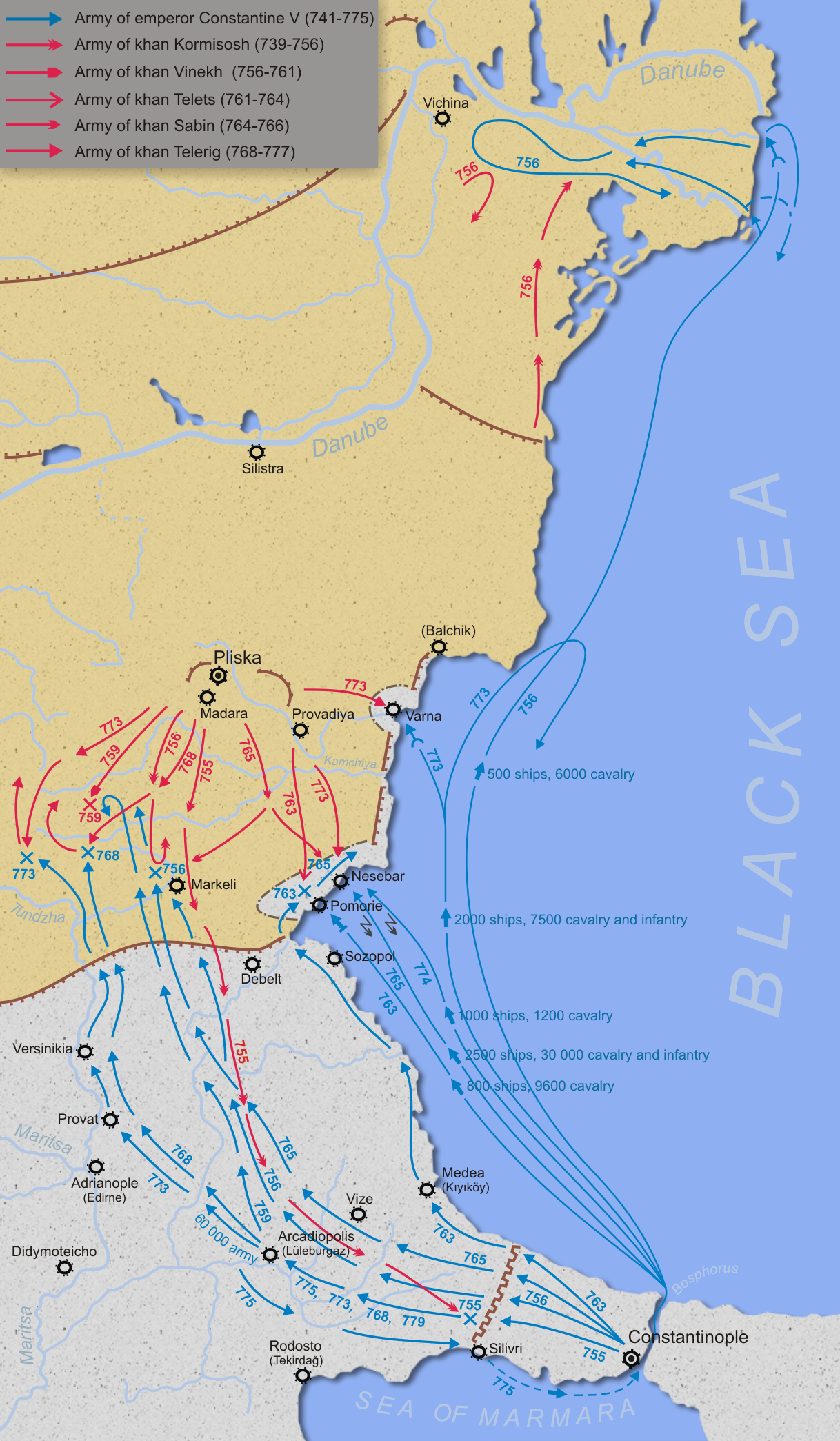
Guerras bizantino-búlgaras entre 741-775

Após a morte de Sevar, a Bulgária passou por um longo período de crise e conflitos internos, enquanto os bizantinos consolidavam sua posição. Entre 756 e 775, o novo imperador bizantino Constantino V Coprônimo liderou nove campanhas contra os vizinhos do norte para recuar a fronteira até o Danúbio (a antiga Fronteira da Mésia). Por conta das frequentes mudanças de governo (foram oito cãs no espaço de vinte anos) e uma constante crise política, a Bulgária estava à beira da destruição.
Em sua primeira campanha, em 756, Constantino conseguiu derrotar os búlgaros por duas vezes, mas, três anos depois, Vineque derrotou decisivamente o exército bizantino na Batalha do Passo de Rishki e logo tentou a paz, mas acabou assassinado pelos nobres búlgaros. O novo governante, Teletzes, foi derrotado na Batalha de Anquíalo em 763. Em suas campanhas subsequentes, nenhum dos lados conseguiu conquistar ganhos importantes, pois os bizantinos não conseguiram atravessar a cordilheira dos Bálcãs e a sua frota foi destruída por duas vezes em tempestades (2 600 naus foram afundadas somente na de 756). Em 774, eles derrotaram uma força búlgara muito inferior em Berzitia, mas esta seria a última vitória de Constantino V: por causa das sucessivas derrotas, os búlgaros criaram uma artimanha para revelar os espiões bizantinos em Plisca. O cã Telerigue enviou um emissário em segredo até Constantino V indicando sua (falsa) intenção de fugir da Bulgária para buscar refúgio com o imperador e queria se assegurar que seria bem recebido. Para conseguir o feito, o imperador revelou quem eram os seus agentes na Bulgária, que foram imediatamente presos e executados. Como Constantino morreu em 775, a esperada retaliação bizantina não se materializou.

## Fracassada retaliação de Constantino VI
Em 791, o imperador bizantino Constantino VI embarcou numa expedição contra a Bulgária para se vingar das incursões búlgaras na região do vale do Estrimão a partir de 789. Kardam atacou primeiro e encontrou o exército bizantino perto de Adrianópolis na Trácia. O exército bizantino foi derrotado e retornou pra casa.
No ano seguinte, Constantino liderou outro exército contra a Bulgária e acampou em Marcela, perto de Karnobat, iniciando a construção de uma fortificação. Kardam chegou com seu exército no dia 20 de julho e ocupou as colinas vizinhas. Após as forças terem se avaliado mutuamente por um tempo, Constantino VI finalmente ordenou o ataque, mas, na Batalha de Marcela, suas forças saíram da formação e novamente foram derrotadas, provocando nova fuga. Kardam capturou a tenda imperial e prendeu os serviçais do imperador. Após seu retorno para casa, Constantino assinou um tratado de paz e passou a pagar um tributo anual para a Bulgária.
Em 796, o governo imperial novamente queria não pagar o tributo e Kardam ameaçou devastar a Trácia se não recebesse. De acordo com o cronista Teófanes, o Confessor, Constantino zombou da demanda enviando esterco ao invés de ouro como um "tributo adequado" e prometendo liderar um novo exército contra o já idoso Kardam em Marcela. Mais uma vez, o exército de Constantino marchou para o norte e mais uma vez deu combate a Kardam nas redondezas de Adrianópolis. Os exércitos se encararam por dezessete dias sem iniciar o combate enquanto os dois monarcas provavelmente negociavam. No final, o conflito foi evitado e nova paz foi assinada nos mesmos termos de 792.

## Guerras de Crum

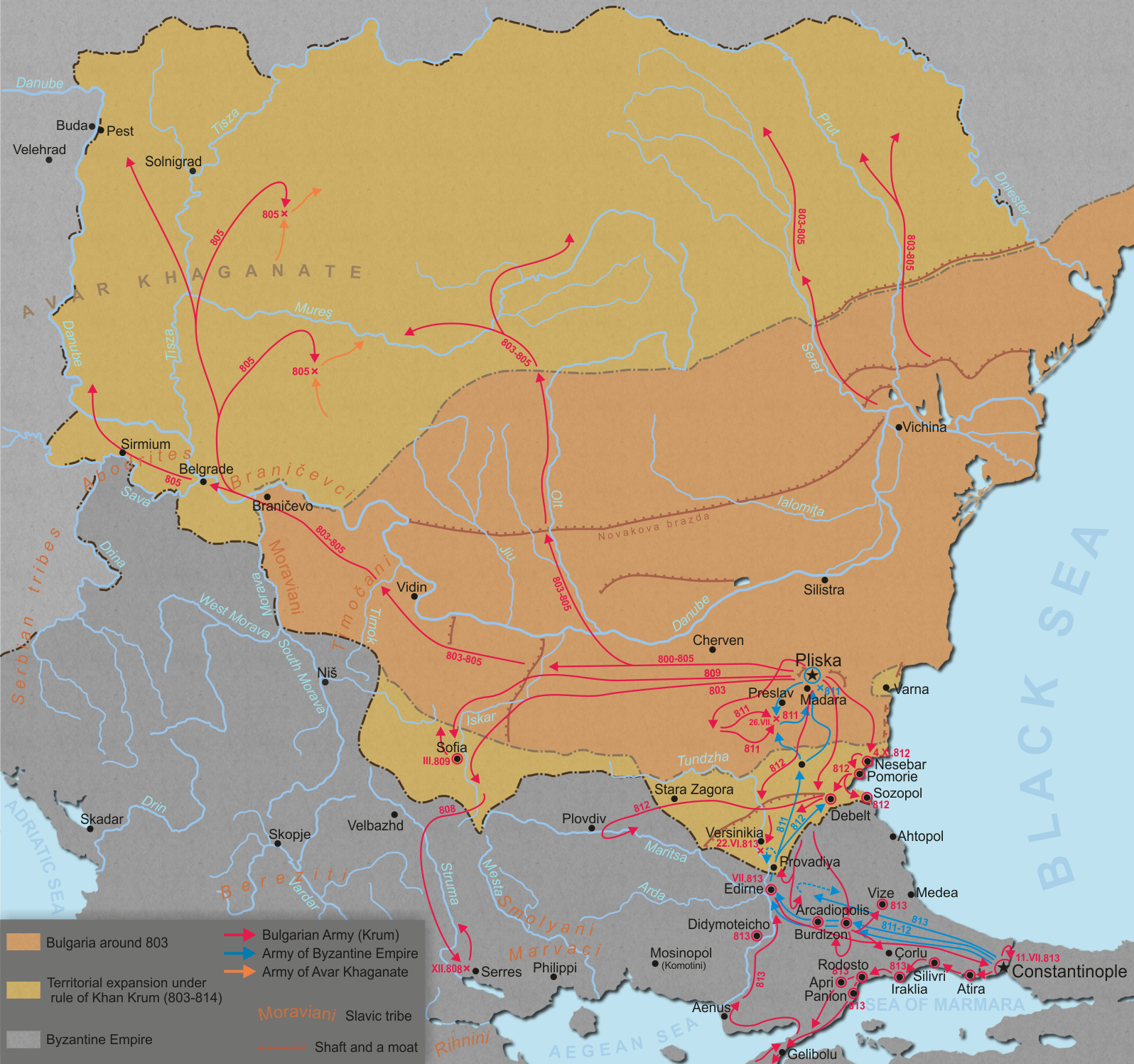
Expansão territorial da Bulgária sob o cã Crum

O cã Crum iniciou uma agressiva política de expansão nos Bálcãs, atacando o vale do Estrimão em 807, onde derrotou a guarnição bizantina e capturou uma enorme quantidade de ouro destinada ao pagamento dos salários de todo o exército bizantino. Dois anos depois, ele cercou e forçou a rendição de Sérdica (Sófia), chacinando a guarnição bizantina mesmo tendo-lhes prometido um salvo conduto. Esta atrocidade fez com que o imperador Nicéforo I, o Logóteta assentasse populações vindas da Anatólia ao longo da fronteira para protegê-la e para tentar recapturar a agora refortificada cidade de Sérdica, um objetivo que acabou não se concretizando.

### Conflito com Nicéforo I
No início de 811, Nicéforo I iniciou uma enorme campanha contra a Bulgária, avançando rapidamente até Marcela. Crum tentou negociar no dia 11 de julho do mesmo ano, mas Nicéforo estava determinado a continuar seu avanço. Se exército conseguiu evitar as emboscadas búlgaras na cordilheira dos Bálcãs e derrotou um exército de 12 000 homens que tentou impedir que ele penetrasse na Mésia. Outro exército, formado às pressas e com 50 000 homens, foi derrotado perante as muralhas da capital Plisca, que caiu em 20 de julho. Vitorioso, Nicéforo, que havia sido ministro das finanças antes de se tornar imperador, se apoderou do tesouro de Crum, ateou fogo na cidade e liberou o exército para saquear a cidade e a população. Uma nova tentativa diplomática de paz por parte de Crum foi rejeitada por Nicéforo, que demonstrou grande crueldade contra os búlgaros.
Cada vez mais preocupado com uma possível ruptura na disciplina de seu exército, Nicéforo finalmente decidiu voltar para a Trácia. Neste meio tempo, Crum mobilizou tantos súditos quanto pôde encontrar (incluindo mulheres) e espalhou armadilhas e emboscadas por todo o caminho de volta, principalmente nos passos de montanha. No amanhecer do dia 26 de julho, os bizantinos se viram encurralados contra um fosso e uma muralha de madeira no passo de Varbitsa. Nicéforo foi morto na batalha que se seguiu e seu filho, Estaurácio, saiu carregado pelos guarda-costas imperiais após receber um grave ferimento no pescoço. De acordo com a tradição, Crum fez do crânio do imperador uma taça banhada em prata, o que aumentou sua reputação e valeu-lhe o apelido de "Novo Senaqueribe".

### Conflito com Miguel I Rangabe
Estaurácio foi forçado a abdicar após um brevíssimo reinado (ele morreu em 812 das complicações de seu ferimento) e foi sucedido por seu cunhado Miguel I. Em 812, Crum invadiu a Trácia bizantina, tomou Develt e provocou uma grande fuga da população para Constantinopla. A partir desta posição de força, Crum ofereceu novamente os termos da paz de 716. Não desejando se comprometer com uma posição enfraquecida, o novo imperador Miguel recusou a oferta com base na cláusula sobre o tratamento de fugitivos políticos e desertores. Para aumentar a pressão sobre o imperador, Crum cercou e capturou Mesembria (Nessebar) no outono de 812.
Em fevereiro do ano seguinte, os búlgaros realizaram vários raides na Trácia, mas foram repelidos pelas forças imperiais. Encorajado, Miguel convocou tropas de todo o império e marchou para o norte na esperança de conseguir uma vitória decisiva. Crum marchou para o sul na direção de Adrianópolis e acampou perto de Versinícias. Miguel I perfilou seu exército para enfrentar os búlgaros, mas nenhum dos dois lados iniciou o ataque pelas duas semanas seguintes. Finalmente, em 22 de junho de 813, os bizantinos atacaram, mas foram derrotados e debandaram em fuga. Com a cavalaria de Crum às costas, a derrota de Miguel I foi total e Crum avançou até Constantinopla, que ele cercou por terra. Desacreditado, Miguel foi forçado a renunciar e se tornou um monge - o terceiro imperador bizantino a cair em desgraça pelas mãos de Crum em três anos.

### Conflito com Leão V, o Armênio
O novo imperador, Leão V, o Armênio, ofereceu-se para negociar e organizou um encontro com Crum. Quando o cã chegou, foi emboscado por arqueiros bizantinos e terminou ferido quando tentava escapar. Furioso, Crum arrasou os subúrbios de Constantinopla e, no caminho de casa, capturou Adrianópolis e transportou toda a população (incluindo os pais do futuro imperador Basílio II Bulgaróctono) para o outro lado do Danúbio. Apesar da aproximação do inverno, Crum se aproveitou do tempo bom para enviar uma força de 30 000 homens para a Trácia e capturou também Arcadiópolis (Lüleburgaz), tomando mais 50 000 prisioneiros. O resultado do saque da Trácia foi utilizado para enriquecer Crum e os nobres búlgaros e o espólio incluía vários elementos arquiteturais que foram utilizados para reconstruir Plisca (provavelmente utilizando artesãos bizantinos prisioneiros).
Crum passou o inverno se preparando para um grande ataque a Constantinopla, onde se espalhou um rumor sobre a existência de uma enorme caravana de armas de cerco formada por mais de 5 000 carroças. Porém, ele morreu antes de partir, em 13 de abril de 844, e foi sucedido por seu filho Omortague.

### Tratado de paz de Omortague
O reinado do cã Omortague se iniciou com uma invasão ao Império Bizantino depois que as propostas de paz bizantinos terem sido recusadas. Os búlgaros avançaram para o sul até Bulgarófigo (Babaeski), mas foram ali derrotados pelo imperador Leão V, o Armênio. Omortague escapou por pouco graças a um veloz cavalo que o levou para a segurança. A batalha, contudo, não foi um golpe decisivo para os búlgaros. A possibilidade de uma aliança anti-búlgara entre os bizantinos e os francos, a necessidade de consolidar a autoridade búlgara nos territórios recém-conquistados e uma nova agitação nas perigosas tribos das estepes asiáticas deram um motivo para Omortague firmar um tratado de paz de trinta anos com os bizantinos em 815, cujo texto sobreviveu parcialmente numa coluna encontrada perto da vila de Seltsi, na província de Shumen. De acordo com esta inscrição, o tratado especificava a fronteira na Trácia, tratava da questão dos eslavos que permaneceram em Bizâncio e a troca de outros prisioneiros de guerra. A paz foi honrada por ambos os lados e renovada após a ascensão do imperador Miguel II, o Amoriano ao trono em 820. No ano seguinte, Tomás, o Eslavo, se revoltou contra o imperador bizantino e cercou a capital, tentando tomar o trono para si. O cã Omortague enviou um exército para ajudar Miguel e esmagou a revolta, atacando os rebeldes na Batalha de Cedúcto (inverno de 822 ou primavera de 823). Embora os relatos bizantinos afirmem que o exército de Tomás teria sido completamente destruído, os estudiosos modernos consideram que a batalha foi uma vitória, ainda que cara, de Tomás.

## Breve conflito com Teófilo
Após o término do tratado original de 20 anos com o Império Bizantino, Teófilo, em 836, arrasou diversas regiões sob controle búlgaro. O cã Malamir reagiu e entregou o comando do exército a Isbul, seu ministro, que logo marchou para Adrianópolis. Nesta época, se não um pouco antes, os búlgaros anexaram Filipópolis (Plovdiv) e suas redondezas. Diversas inscrições em monumentos desta época fazem referência às vitórias búlgaras e aos programas de reconstrução em Plisca. A guerra terminou, porém, quando os eslavos da região de Tessalônica se revoltaram contra o controle bizantino em 837.
O imperador Teófilo tentou conseguiu o apoio búlgaro para sufocar a revolta, mas, ao mesmo tempo, mandou enviou sua frota pelo delta do Danúbio para tentar evacuar clandestinamente alguns dos cativos bizantinos que foram transportados para além do Danúbio por Crum e Omortague. Para retaliar, Isbul iniciou uma campanha ao longo da costa do mar Egeu na Trácia e na Macedônia, capturando a cidade de Filipos, onde Teófilo mandou inscrever um memorial qua ainda existe numa igreja local.

## Guerras de Bóris I

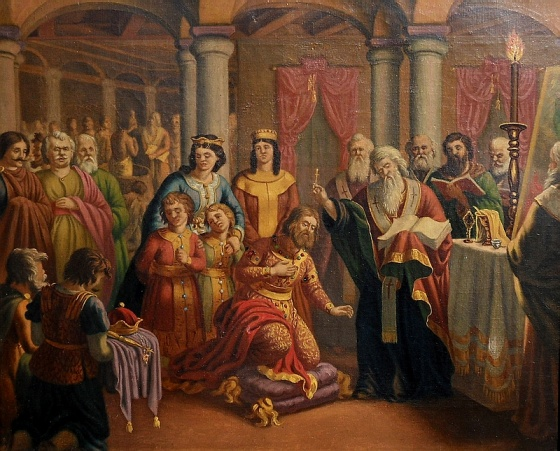
Batismo da corte em Preslav. foi o responsável pela cristianização da Bulgária

Apesar de suas habilidades diplomáticas, sua capacidade como estadista e sua importância no processo da conversão da Bulgária ao cristianismo, Bóris I não teve tanto sucesso na guerra, sofrendo sucessivas derrotas frente aos francos, croatas, sérvios e bizantinos.

### Guerra de 852
Em 852, logo após ascender ao trono, Bóris iniciou uma breve campanha contra os bizantinos. Não se conhecem detalhes sobre o resultado desta guerra, embora seja possível ele tenha conquistado algum território na região da Macedônia.

### Guerra de 855-856
Outro conflito se iniciou em 855-856. O Império Bizantino queria recuperar o controle sobre algumas regiões do interior da Trácia e os portos do golfo de Burgas, no Mar Negro. As forças bizantinas, lideradas pelo imperador Miguel III, o Ébrio e pelo césar Bardas, foram vitoriosas e reconquistaram várias cidades: Filipópolis, Develt, Anquíalo e Mesembria foram as principais. Além disso, toda a região fronteiriça entre Sider e Develt, conhecida como Zagore, no nordeste da Trácia, foi tomada. Na época desta campanha, os búlgaros foram distraídos por uma guerra contra os francos de Luís, o Germânico, e os croatas.

### Conflito por conta da conversão de Bóris I ao cristianismo
Em 863, Bóris I decidiu abraçar o cristianismo e buscou uma missão junto aos francos. Os bizantinos não queriam um vizinho tão próximo caindo sob o controle religioso franco e, tendo conquistado uma grande vitória sobre os abássidas, juntaram um poderoso exército para enfrentar a Bulgária. A frota bizantina foi enviada para o Mar Negro e o exército marchou para o norte. Como o grosso do exército de Bóris estava em campanha na distante Grande Morávia, a noroeste, o cã não teve escolha a não ser se render rapidamente. Ele repudiou a aliança com os francos, convidou o clero bizantino para a Bulgária e terminou sendo batizado tendo o imperador Miguel III como padrinho. Na ocasião, Bóris recebeu, além do nome cristão de "Miguel" (Mihail), a contestada região de Zagore como recompensa pela sua conversão.

## Ambições imperiais de Simeão

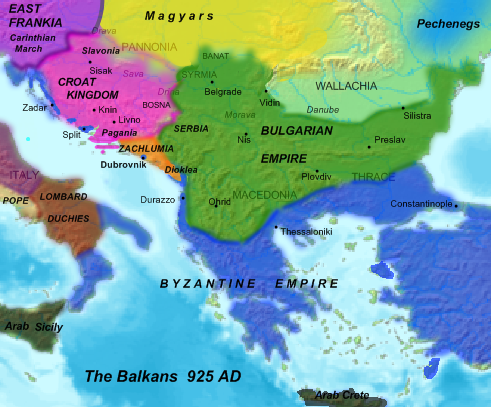
Guerras de

Com a ascensão de Simeão I ao trono em 893, a duradoura paz com o Império Bizantino estabelecida por seu pai terminou. O conflito se iniciou quando o imperador bizantino Leão VI, o Sábio, pressionado pela esposa, Zoé Zautsina, e o pai dela, Estiliano Zautzes, mudaram o mercado dos búlgaros em Constantinopla para Tessalônica, onde os comerciantes búlgaros eram tributados de forma severa. No outono de 894, forçado a agir, Simeão invadiu o Império Bizantino pelo norte e encontrou pouca resistência, pois as forças bizantinas estavam concentradas na Anatólia Oriental tentando conter o exército dos abássidas. Ao saber da ofensiva búlgara, o surpreso Leão VI enviou um exército que consistia principalmente de sua guarda e de outras unidades militares da capital para deter Simeão, mas foi derrotado em algum lugar do Tema da Macedônia. Pressionados, os bizantinos subornaram os magiares para que atacassem a Bulgária pelo nordeste. O exército búlgaro foi derrotado por duas vezes, mas, em 896, Simeão liderou seu exército e os venceu na Batalha do Buh Meridional, expulsando os magiares da região da Ucrânia para sempre. A vitória permitiu que Simeão marchasse novamente para o sul, onde ele conseguiu uma grande vitória na Batalha de Bulgarófigo, na Trácia oriental, que efetivamente terminou a guerra. O mercado búlgaro voltou para Constantinopla e o imperador bizantino se viu obrigado a pagar um tributo anual para a Bulgária. Mais importante que isso, Simeão conseguiu repelir a invasão dos magiares - uma ação coordenada com os bizantinos - com a ajuda dos pechenegues.
Após a morte de Leão VI em 11 de maio de 912 e a ascensão de seu jovem herdeiro, Constantino VII Porfirogênito, guiado pelo irmão de Leão, Alexandre, que expulsou Zoé Carbonopsina, mãe de Constantino e a última esposa de Leão, do palácio, Simeão reivindicou para si o título de "imperador" e tentou tomar o lugar de Bizâncio como a grande potência na região, provavelmente tendo em mente um novo império bizantino-búlgaro. Alexandre morreu em 6 de junho de 913, o que deixou a capital numa anarquia e o governo imperial nas mãos de uma regência liderada pelo patriarca Nicolau I Místico. A situação criou uma grande oportunidade para Samuel atacar os bizantinos, o que ele fez com toda força no final de julho ou início de agosto de 913, alcançando Constantinopla quase que sem oposição. As duras negociações terminaram com as promessas de pagamento dos tributos atrasados, de um casamento entre Constantino VII e uma das filhas de Simeão e, mais importante, do reconhecimento oficial de Simeão como "imperador" (czar) dos búlgaros pelo patriarca Nicolau no Palácio de Blaquerna. Até o final de seu reinado, Simeão se intitularia "Imperador dos Búlgaros e dos Romanos".
Logo após a visita de Simeão a Constantinopla, a mãe de Constantino, Zoé, voltou para o palácio a pedido do jovem imperador e imediatamente começou a eliminar os regentes. Através de artimanhas, ela conseguiu assumir o poder em fevereiro de 914, praticamente removendo o patriarca Nicolau do governo, desautorizando e obscurecendo o reconhecimento do título imperial de Simeão e rejeitando o casamento planejado de seu filho com a filha de Samuel. Como retaliação, Simeão invadiu a Trácia no verão de 914 e capturou Adrianópolis. Em 917, um exército bizantino particularmente poderoso liderado por Leão Focas, filho de Nicéforo Focas, invadiu a Bulgária acompanhado da marinha bizantina, comandada na época pelo futuro imperador Romano I Lecapeno. A caminho de Mesembria (Nessebar), onde eles deveriam ser reforçados pelas tropas transportadas pela marinha, as tropas de Focas fizeram uma parada perto rio Aqueloo, num local próximo ao porto de Anquíalo (Pomorie). Quando soube da invasão, Simeão marchou rapidamente para enfrentar os bizantinos e atacou-os a partir das colinas enquanto eles ainda estavam desorganizados. Na Batalha de Anquíalo, em 20 de agosto de 917, uma das maiores da história medieval, os búlgaros destruíram completamente os bizantinos e mataram diversos de seus comandantes, ainda que o próprio Focas tenha conseguido se salvar em Mesembria. Como resultado desta vitória, Simeão atraiu para sua esfera de influência os líderes pechenegues e iniciou uma grande campanha para tomar os territórios bizantinos na Europa. Os búlgaros enviados para perseguir os restos do exército bizantino chegaram perto de Constantinopla e ali enfrentaram novamente Leão Focas, que havia retornado para a capital, na Batalha de Catasirtas. O que restava do exército bizantino foi destruído, o que abriu o caminho para a capital às forças búlgaras e eliminou as chances de sucesso da regência de Zoe.
Simeão, contudo, preferiu sufocar os principados os principados sérvios nos Bálcãs que geralmente apoiavam Bizâncio antes de um assalto final à capital bizantina. As tropas búlgaras, lideradas por Teodoro Sigritzes e Marmais, invadiram a região e depuseram diversos líderes sérvios, como Pedro e Paulo da Sérvia. Enquanto isso, o drungário da frota Romano Lecapeno substituiu Zoe como regente do jovem Constantino em 919 e ascendeu à posição de coimperador em dezembro de 920, tornando-se o imperador de facto. Incapaz de tomar o trono por meios diplomáticos, o furioso Simeão novamente teve que guerrear para impor sua vontade. Entre 920 e 922, a Bulgária aumentou a pressão sobre o Império, realizando campanhas na Tessália, chegando ao istmo de Corinto, e, no oriente, na Trácia, chegando até o estreito de Dardanelos para cercar Lâmpsaco. As forças de Simeão apareceram às portas de Constantinopla em 921, onde além de exigirem a deposição de Romano, tomaram novamente Adrianópolis. No ano seguinte, os búlgaros venceram a Batalha de Pegas, incendiaram a maior parte do Chifre de Ouro e tomaram Bizie.
Desesperado com a ideia de conquistar Constantinopla, Simeão planejou uma grande campanha em 924 e enviou emissários para o califa fatímida xiita Abedalá Almadi Bilá, que possuía uma poderosa marinha, algo que Simeão precisava. Abedalá concordou com o plano e enviou seus próprios emissários aos búlgaros para firmar a aliança. Porém, eles foram capturados pelos bizantinos na Calábria e, temendo as consequências de um ataque coordenado, Romano ofereceu a paz ao Califado Fatímida e incrementou sua oferta com presentes, arruinando assim a natimorta aliança com os búlgaros.
Em 924, Simeão enviou um exército sob o comando de Tzéstlabo da Sérvia para depor um antigo aliado dele, Zacarias, provocando a sua fuga para a Croácia. No verão do mesmo ano, Simeão foi a Constantinopla e exigiu ser recebido pelo imperador e pelo patriarca. Ele conversou com Romano no Chifre de Ouro em 9 de setembro de 924 e acordou uma trégua que obrigava os bizantinos a pagar um tributo anual à Bulgária, mas que cedia algumas cidades na costa do Mar Negro de volta aos bizantinos. Em 926, as tropas de Simeão invadiram a Croácia, que, na época, era uma aliada de Bizâncio, mas foram derrotadas decisivamente pelo exército do rei Tomislava I na Batalha das Terras Altas Bósnias. Uma paz foi negociada pelo legado papal Madalberto entre as duas potências. Embora o exército que Simeão enviou à Croácia tenha sido completamente destruído, ele manteve ainda forças militares suficientes para contemplar a possibilidade de atacar novamente os bizantinos.
Contudo, depois de quatorze anos de guerra, Simeão terminaria frustrado em seus planos de tomar o trono bizantino. No ano seguinte à destruição de seu exército na Croácia, enquanto planejava um novo ataque, sofreu um ataque cardíaco em seu palácio em Preslav e morreu em 27 de maio de 927.

## Relações de Pedro com o Império Bizantino
Logo depois de ascender ao trono, o filho de Simeão, Pedro I, reiniciou a guerra e atacou a Trácia bizantina. Após esta demonstração de força, Pedro enviou uma missão diplomática para Constantinopla para negociar uma paz cujos termos restauraram as fronteiras às posições definidas nos tratados de 897 e 904. As conquistas de Simeão na Trácia foram devolvidas aos bizantinos que, por sua vez, reconheceram o controle búlgaro sobre a Macedônia interior. Pedro também recebeu uma noiva bizantina, Irene (Maria) Lecapena, neta de Romano I Lecapeno, um tributo anual, o reconhecimento de seu título de czar e o status de "autocéfala" para a Igreja da Bulgária, termos que perdurariam até 966. Após a morte da imperatriz búlgara Irene, em meados da década de 960, o imperador bizantino Nicéforo II Focas recusou-se a pagar o tributo reclamando de uma aliança entre búlgaros e magiares e realizou uma demonstração de força perto da fronteira com a Bulgária. Dissuadido de sua intenção de atacar, Nicéforo enviou um mensageiro ao príncipe da Rússia de Quieve, Esvetoslau I, para tratar de um possível ataque quievano contra a Bulgária pelo norte. Esvetoslau prontamente concordou e lançou imediatamente uma campanha com um enorme exército, derrotando os búlgaros no Danúbio e tomando mais de 80 fortalezas em 968. Atordoado pelo sucesso tão rápido de seu aliado e preocupado com suas intenções, Nicéforo agora tratou de rapidamente firmar a paz com a Bulgária e arranjou um casamento os jovens imperadores Basílio e Constantino com duas princesas búlgaras. Dois dos filhos de Pedro foram enviados a Constantinopla para servirem tanto como negociadores quanto como "reféns de honra". Enquanto isso, Pedro conseguiu fazer recuarem as forças quievanas incitando os tradicionais inimigos dos rus', os pechenegues, que atacaram Quieve.

## Invasão de Esvetoslau e a conquista bizantina da Bulgária

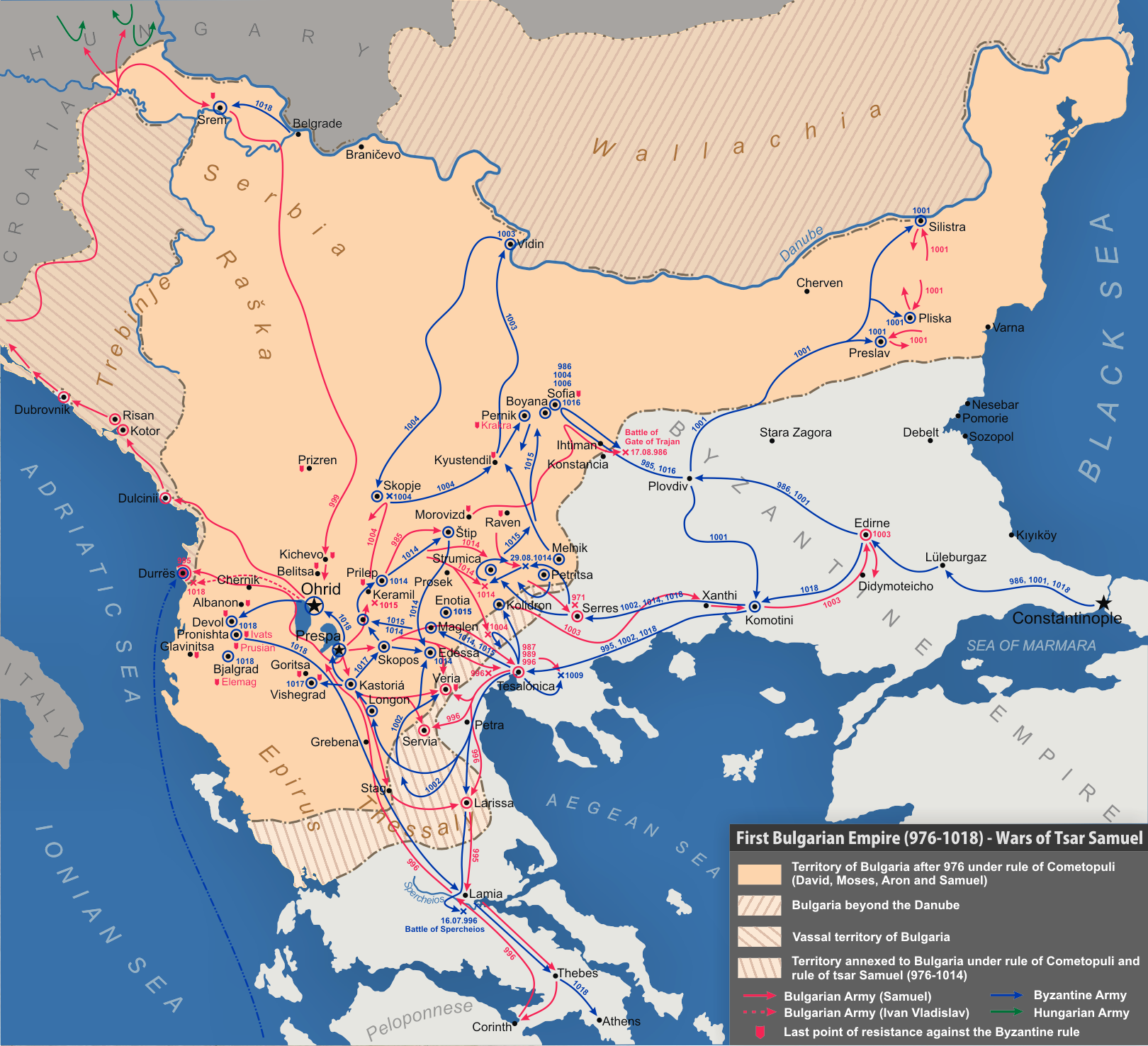
Primeiro Império Búlgaro (976-1018)

Em 968, Bóris, o futuro imperador da Bulgária foi até Constantinopla novamente para negociar a paz com Nicéforo II Focas e também para servir de refém honorário. Este acordo tinha como objetivo encerrar o conflito entre a Bulgária e o Império Bizantino, que, por sua vez, se juntaria às forças búlgaras para lutar contra Esvetoslau, o líder da Rússia de Quieve que o próprio Nicéforo havia lançado sobre os seus aliados. Em 969, uma nova invasão mais uma vez derrotou os búlgaros  e Pedro I abdicou para se tornar um monge. Em circunstâncias um tanto obscuras, Bóris II recebeu permissão para voltar para a Bulgária e assumiu o trono do pai.
Contudo, ele também não foi capaz de deter a invasão e se viu forçado a aceitar Esvetoslau como seu aliado e titereiro, traindo assim os bizantinos. Uma campanha quievana na Trácia bizantina foi derrotada em Arcadiópolis em 970 e o novo imperador bizantino, João I Tzimisces, avançou para o norte. Sem conseguir defender os passos de montanha na cordilheira dos Bálcãs, Esvetoslau permitiu que as forças bizantinas invadissem a Mésia e cercassem a capital búlgara, Preslav. Mesmo com a aliança entre búlgaros e rus' para defender a cidade, os bizantinos conseguiram incendiar as estruturas e tetos de madeira com flechas e artilharia, o que lhes permitiu tomar a fortaleza. Bóris II foi aprisionado por João, que continuou a perseguir os russos e conseguiu cercar Esvetoslau em Silistra (Drastar). Ele alegava estar agindo como aliado e protetor de Bóris e tratou o monarca búlgaro com o devido respeito. Após Esvetoslau ter sido forçado a negociar e a voltar para Quieve, o imperador bizantino, em 971, retornou em triunfo para Constantinopla. Longe de liberar a Bulgária, como ele alegava, João trouxe consigo Bóris II e sua família, além de todo o tesouro búlgaro. Numa cerimônia pública em Constantinopla, Bóris II foi oficialmente desinvestido de suas insígnias imperiais e recebeu um título de magistro na corte bizantina como recompensa. As terras búlgaras na Trácia e na Baixa Mésia foram anexadas pelo Império Bizantino e colocadas sob o controle de governadores bizantinos.

### Czar Samuel e a conquista da Bulgária por Basílio II

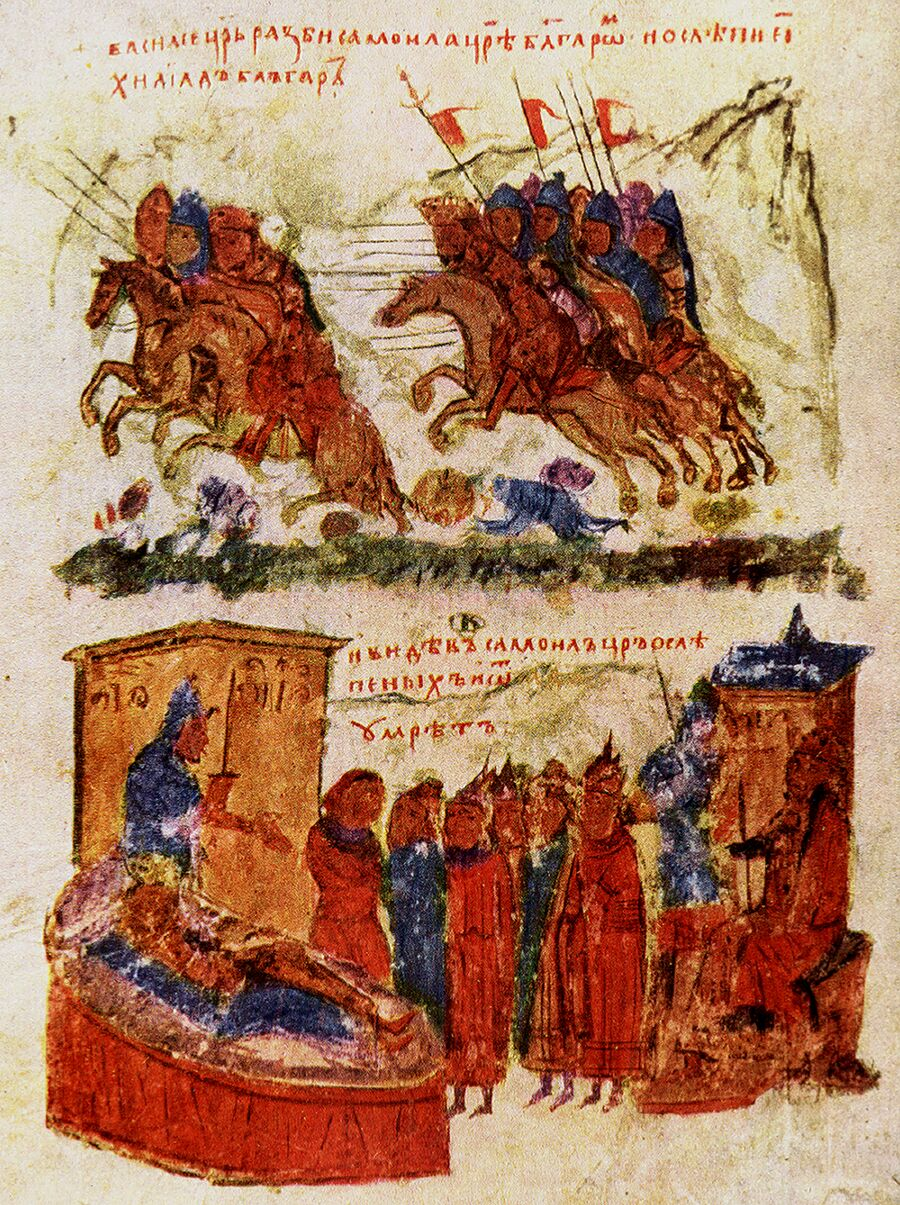
Os bizantinos derrotando os búlgaros (acima). O imperador Samuel morrendo ao ver seus soldados cegos retornado do cativeiro (abaixo).
Iluminura da Crônica de Constantino Manasses.

Embora a cerimônia de 971 tenha tido a intenção de ser o término simbólico do Império Búlgaro, os bizantinos não conseguiram consolidar seu controle sobre as províncias ocidentais da Bulgária. Esta região continuou sob o comando de seus próprios governadores búlgaros, especialmente uma família liderada por quatro irmãos chamada de Cometópulos ("filhos do conde"), chamados David, Moisés, Aarão e Samuel. O movimento foi considerado como uma "revolta" pelo imperador bizantino enquanto que os rebeldes aparentemente se enxergavam como "regentes" em nome do prisioneiro Bóris. Quando eles começaram a atacar os territórios vizinhos sob o controle bizantino, o governo imperial lançou mão de um estratagema cujo objetivo era comprometer a liderança da "revolta". O plano foi permitir que Bóris II e seu irmão, Romano, fugissem da corte bizantina na esperança de que a chegada dos dois à Bulgária causasse uma divisão entre os Cometópulos e os demais nobres búlgaros. Quando Bóris e Romano chegaram à região em 977, porém, Bóris, que havia desmontado e seguia à frente do irmão, foi confundido com um nobre bizantino por causa de sua roupa e recebeu uma flechada no peito de um patrulheiro de fronteira surdo e mudo. Romano conseguiu se identificar aos demais guardas e foi imediatamente aceito como imperador. Porém, como ele era um eunuco - os bizantinos o castraram para que ele não tivesse herdeiros -, Romano não conseguiu assumir o trono. Quem assumiu a liderança da luta contra os bizantinos foi o mais novo dos Cometópulos, Samuel.
Embora os bizantinos tenham conseguido capturar toda a Bulgária, Samuel foi capaz de resistir às investidas de Basílio II por décadas e foi o único homem a conseguir derrotá-lo em combate, em 986, quando ele conseguiu fazer recuar o exército bizantino na Batalha da Porta de Trajano. Esta vitória de Samuel fez com que o papa Gregório V o reconhecesse como czar e ele foi coroado em Roma em 997. Em 1002, uma guerra total novamente irrompeu na região. Desta vez, o exército de Basílio estava mais forte e o imperador estava determinado a conquistar a Bulgária de uma vez por todas. Ele empregou a maior parte das forças imperiais, inclusive os experientes veteranos das campanhas no oriente contra os árabes, e Samuel foi forçado a recuar para o coração do território búlgaro. Contudo, através de constantes escaramuças com o exército bizantino, Samuel esperava forçar Basílio a negociar. Por doze anos, suas táticas mantiveram a Bulgária independente e conseguiram manter Basílio longe das principais cidades búlgaras, incluindo a capital, Ácrida.
Em 29 de julho de 1014, porém, na Batalha de Clídio (na região da província de Blagoevgrad, na Bulgária), Basílio finalmente conseguiu encurralar o principal exército búlgaro e forçou uma batalha sem a presença de Samuel. Ele conseguiu uma vitória completa e, de acordo com as lendas posteriores, mandou cegar Predefinição:Foratnum prisioneiros, deixando apenas um em cada cem com apenas um olho para que pudessem liderar os demais para casa. Ainda de acordo com estes relatos, ver o exército de cegos foi demais para Samuel, que se culpou pela derrota e morreu menos de três meses depois, em 6 de outubro. Esta história, uma invenção posterior, deu origem ao apelido pelo qual Basílio II seria conhecido após o século XII: "matador de búlgaros" (em grego:  Βασίλειος Β΄ Βουλγαροκτόνος).

### João Vladislau
O imperador búlgaro João Vladislau restaurou as fortificações de Bitola em 1015 e sobreviveu a uma tentativa de assassinato perpetrada por agentes bizantinos. As forças de Bizâncio saquearam Ácrida, mas não conseguiram tomar Pernik e receberam notícias de que João Vladislau estaria tentando induzir os pechenegues a atacarem os bizantinos, uma prática já tradicional.
Enquanto os exércitos bizantinos penetravam cada vez mais fundo em território búlgaro, em 1016, João Vladislau conseguiu juntar suas forças e cercou Dirráquio no inverno de 1018. Durante uma batalha perante a cidade, o imperador búlgaro foi morto. Depois de sua morte, grande parte da nobreza e a corte búlgaras, incluindo sua viúva, Maria, e o patriarca se renderam a Basílio em troca de suas vidas, status e propriedades. Uma facção, contudo, se aliou ao filho mais velho de João Vladislau, Presiano II, e continuou a resistir por diversos meses até finalmente caírem também.

## Pedro II

Revolta de Pedro Deliano

O novo imperador da Bulgária, Pedro II Deliano, liderou posteriormente uma grande revolta contra os bizantinos. Ele tomou Nis e Escópia, primeiro co-optando e depois, eliminando o outro líder potencial da rebelião, Ticomiro, que liderava o levante na região de Dirráquio. Depois disto, Pedro marchou para a Tessalônica, onde estava o imperador bizantino Miguel IV, o Paflagônio. Miguel fugiu deixando para trás seu tesouro aos cuidados de um tal Miguel Ivac. Este, que era provavelmente filho de Ivac, um general do finado Samuel, imediatamente entregou-o para Pedro, que estava às portas da cidade. Tessalônica permaneceu sob controle bizantino, mas a Macedônia, Dirráquio e partes do norte da Grécia foram tomadas pelas forças de Pedro. O evento inspirou outras revoltas entre as tribos eslavas contra o governo bizantino em Epiro e na Albânia.
As vitórias de Pedro Deliano terminaram, porém, com a interferência de seu primo, Alusiano. Filho de João Vladislau, o assassino do pai de Pedro, Gabriel Radomir, em 1015, Alusiano se juntou às forças de Pedro aparentemente como um desertor fugido da corte bizantina, onde ele havia caído em desgraça. Ele foi bem recebido por Pedro e recebeu dele um exército para atacar Tessalônica. O cerco, porém, foi liberado pelos bizantinos e seu exército foi derrotado, com Alusiano escapando por pouco até Ostrovo.
Uma noite, em 1041, durante um banquete, Alusiano se aproveitou que Pedro II estava bêbado e cortou-lhe o nariz e o cegou com uma faca de cozinha. Como Alusiano era da linhagem de Samuel, ele foi rapidamente proclamado imperador no lugar de Pedro por suas tropas, mas ele já tinha a firme intenção de voltar para o lado bizantino. Quando as tropas bizantinas e búlgaras se preparavam para o combate, Alusiano desertou e seguiu para Constantinopla, onde suas propriedades e terras foram-lhe devolvidas e ele recebeu como recompensa o importante posto de magistro.
Enquanto isso, mesmo cego, Pedro II Deliano reassumiu o comando das forças búlgaras, mas o imperador Miguel IV, o Paflagônio, querendo se aproveitar da confusão, marchou contra ele. Numa obscura batalha perto de Ostrovo, os bizantinos finalmente derrotaram as tropas búlgaras e Pedro II Deliano foi capturado, levado para Constantinopla e, provavelmente, executado.

## Pedro III
Esta revolta foi articulada pela nobreza búlgara em Escópia liderada por Jorge, o Boitaco. O  filho de Miguel, o príncipe sérvio de Dóclea, Constantino Bodino, foi escolhido como líder, por ser descendente do imperador Samuel. No outono de 1072, Constantino chegou em Prizren e foi proclamado imperador dos búlgaros sob o nome de Pedro III.
As tropas do recém-coroado Pedro III tomaram Nis e Ácrida, mas sofreram uma pesada derrota em Castória. O contra-ataque bizantino tomou Escópia com a ajuda de Boitaco, que traiu primeiro Pedro e, depois, tentou trair os bizantinos, em vão. Em outra batalha, Pedro III foi capturado pelos bizantinos e enviado, juntamente com Boitaco, como prisioneiro a Constantinopla. Jorge morreu no caminho, enquanto que o - agora deposto - imperador búlgaro padeceu primeiro numa prisão na capital e, depois, noutra em Antioquia.

## Teodoro e o Segundo Império Búlgaro
Em 1185, Teodoro (Pedro IV) e seu irmão mais novo, João Asen, se apresentaram perante o imperador bizantino Isaac II Ângelo em Cípsela para requisitar uma pronoia, mas foram rispidamente dispensados, o que provocou uma discussão na qual João Asen tomou um tapa. Os irmãos, insultados, retornaram para a Mésia e, aproveitando-se do descontentamento geral com o pesado tributo imposto pelo imperador para financiar sua campanha contra Guilherme II da Sicília e seu casamento com Margarida da Hungria, inciaram uma revolta contra o jugo bizantino.
A revolta não conseguiu de imediato tomar a antiga capital búlgara, Preslav, mas fundou um nova em Tarnovo, provavelmente o coração da revolta. Em 1186, os rebeldes sofreram uma derrota, mas Isaac II não conseguiu explorar a vitória e voltou para Constantinopla. Com a ajuda da população majoritariamente cumana ao norte do Danúbio, Pedro IV e João Asen se refizeram da derrota e passaram a atacar a Trácia bizantina. Quando Isaac invadiu a Mésia novamente, em 1187, ele não conseguiu capturar nem Tarnovo e nem Loveč, e acabou sendo forçado a firmar um tratado que, na prática, reconhecia um Segundo Império Búlgaro, mas nenhum dos lados tinha intenção alguma de manter os termos do tratado. Quando a Terceira Cruzada, liderada por Frederico I, o imperador do Sacro Império Romano-Germânico, marchava em direção de Constantinopla, representantes de Pedro e João Asen se aproximaram com ofertas de apoio militar contra o hostil imperador bizantino, primeiro em Nis e novamente em Adrianópolis.

## Retaliação de Isaac II Ângelo

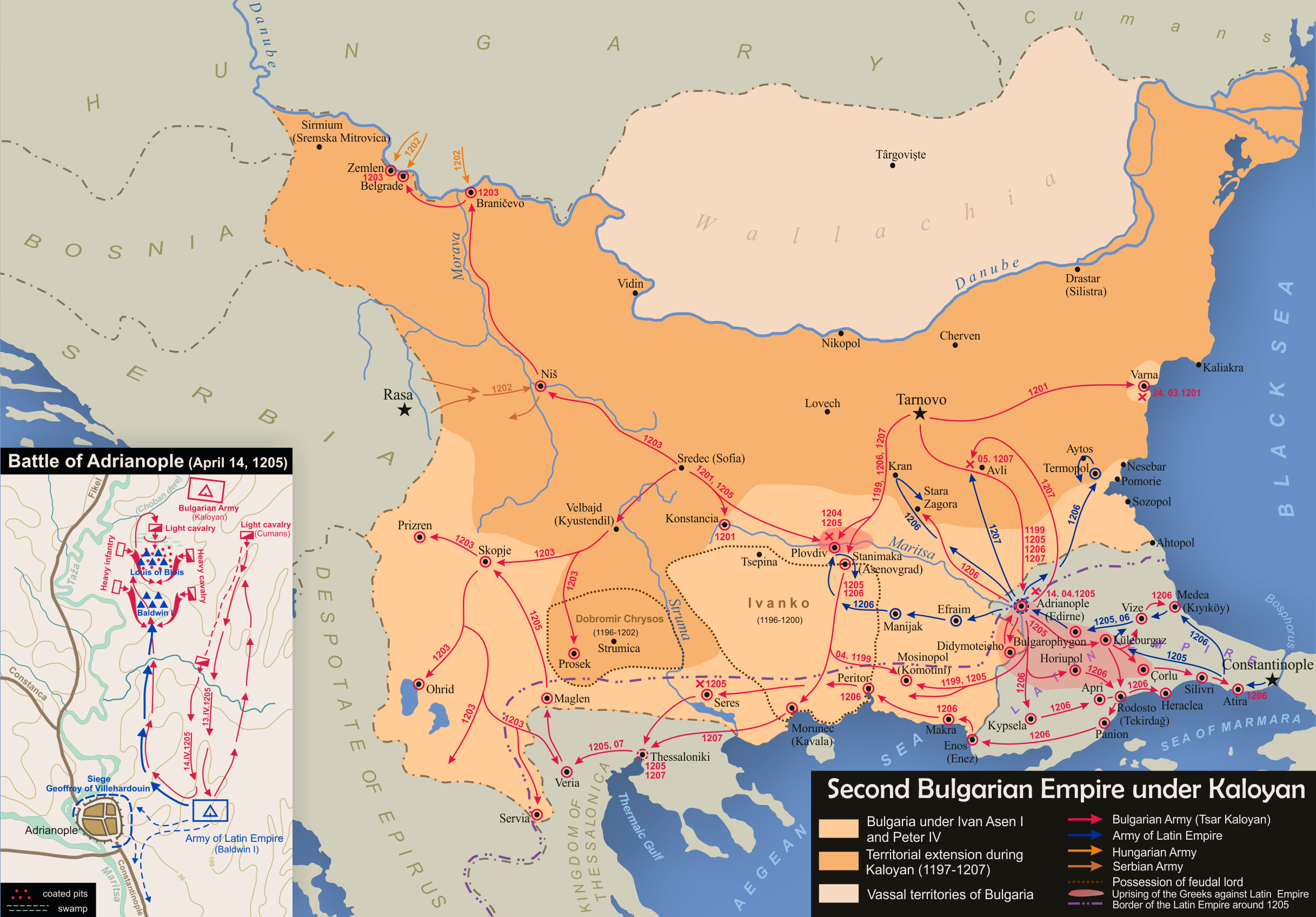
Bulgária na época de Joanitzes

Após a passagem da Terceira Cruzada, Isaac II Ângelo decidiu dar conta de vez dos búlgaros. A campanha foi planejada para ter uma grande escala e o exército alcançou Tarnovo rapidamente, iniciando um longo cerco. Nesta época, em 1189, Pedro IV já havia coroado seu irmão, João Asen I como coimperador e, sem abdicar, se retirou para Preslav. Encarregado da defesa da nova capital, João Asen incitou o imperador bizantino a um apressado recuo espalhando rumores sobre a chegada de um grande exército cumano que marchava para liberar a cidade. O exército bizantino, que batia em retirada, foi emboscado pelos búlgaros nos passos da cordilheira dos Bálcãs e Isaac II escapou por pouco de ser morto em 1190.
A sorte agora definitivamente pendia para o lado búlgaro, que capturaram as regiões de Sredets (Sófia) e Nis em 1191, de Belgrado em 1195 e de Melnik e Prosek em 1196, ao mesmo tempo em que lançavam constantes raides que chegaram até Serres. Quando o imperador João Asen I foi assassinado, seu sucessor, Joanitzes, continuou essa agressiva política externa contra os bizantinos ao se aliar com Ibanco, o assassino de João Asen, que havia desertado para o lado bizantino em 1196 e era na ocasião o governador de Filipópolis (Plovdiv). Outro aliado de Joanitzes era Dobromir Hriz (Criso), que governava a região de Estrúmica. A coalizão, porém, se desmanchou rapidamente quando os bizantinos derrotaram tanto Ibanco quanto Dobromir. Ainda assim, Joanitzes conseguiu conquistar Constanteia (Simeonovgrado), na Trácia, e Varna em 1201 e a maior parte da Macedônia eslava em 1202.

## Ascensão do Império Latino
A guerra entre os búlgaros e os bizantinos foi subitamente interrompida em 1204, quando as forças católicas da Quarta Cruzada capturaram e saquearam Constantinopla, criando o Império Latino sob a liderança do imperador Balduíno I de Flandres. Embora Joanitzes tenha oferecido aos cruzados uma aliança com os búlgaros contra os bizantinos, sua oferta foi desprezada e o recém-criado império anunciou logo a sua intenção de reconquistar todas as terras do antigo Império Bizantino, incluindo as terras controladas por Joanitzes. O inevitável conflito foi precipitado pela aristocracia bizantina da Trácia, que se revoltou contra o jugo latino em 1205 e pediu a ajuda de Joanitzes em troca de submissão.

## Guerras latinas
Embora seja verdade que no período de 1204 a 1261, tanto os búlgaros quanto os bizantinos lutaram primordialmente contra os latinos, as duas potências ainda se ressentiam entre si. Apesar dos bem-vindos sucessos iniciais dos búlgaros contra os latinos, a aristocracia bizantina começou a se rebelar ou conspirar ativamente contra o governo búlgaro. Joanitzes também mudou sua atitude e passou a perseguir incansavelmente seus antigos aliados, adotando o epíteto de Romeóctono ("matador de romanos"), uma derivação do famoso título de Bulgaróctono (Boulgaroktonos) que Basílio II Bulgaróctono recebeu após ter destruído o Império Búlgaro. Contudo, de forma geral, as relações entre búlgaros e o Império de Niceia, o principal estado sucessor do Império Bizantino, permaneceram fortes, culminando no casamento entre a filha de João Asen II, Helena, com o futuro imperador niceno Teodoro I Láscaris, o filho de João III Ducas Vatatzes de Niceia. A união dinástica, celebrada em 1235, coincidiu com a restauração do Patriarcado da Bulgária com o consentimento de todos os patriarcas orientais e com o cerco à cidade de Constantinopla pelas forças do imperador niceno João III e pelo czar búlgaro João Asen II. Posteriormente, os búlgaros decidiram por bem não ajudar nem os latinos e nem os nicenos, pois ambos estavam tão envolvidos nas lutas entre si que não eram ameaça para a Bulgária.

## Guerras civis búlgaras

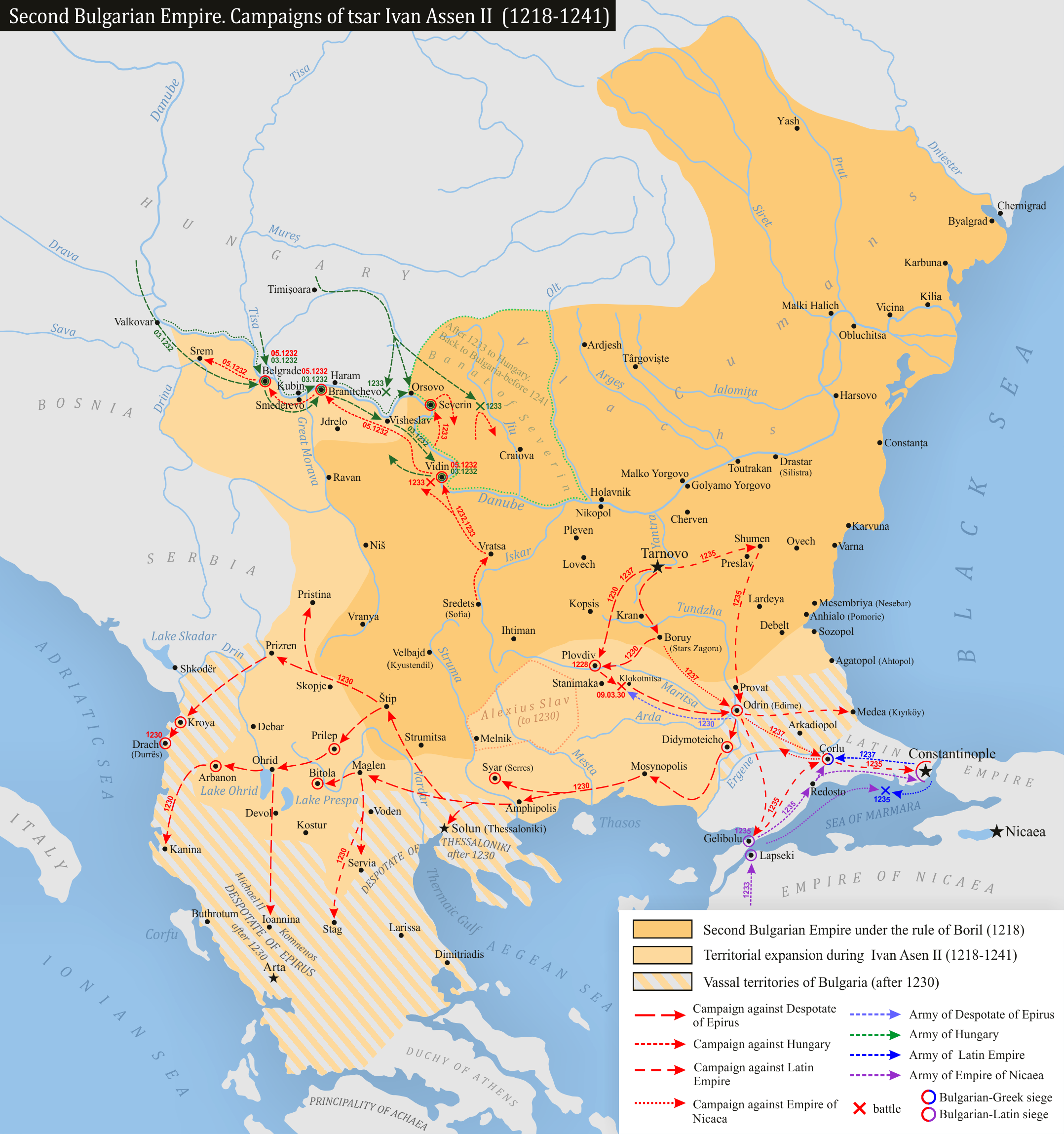
Campanhas de João Asen II

Logo após a reconquista de Constantinopla e a restauração do Império Bizantino sob o comando de Miguel VIII Paleólogo, o imperador se envolveu numa guerra civil na Bulgária. Miguel apoiou João Asen e enviou diversos exércitos para tentar garantir que ele conseguiria se manter no trono ao invés de seu adversário, Lacanas que, mesmo tendo conseguido repelir diversas destas invasões, foi acabou cercado por três meses em Silistra pelos aliados mongóis do imperador bizantino. Neste período, uma outra força bizantina cercou a capital búlgara em Tarnovo e, ao ouvir rumores de que Lacanas teria sido morto em combate, a nobreza local se rendeu e aceitou Miguel como imperador em 1279.
Logo em seguida, ainda em 1279, Lacanas reapareceu em Tarnovo com seu exército, mas não conseguiu capturar a cidade. Mesmo assim, ele derrotou um exército bizantino maior que o seu perto de Varna e outro nos passos balcânicos. Desesperado, João Asen III fugiu de Tarnovo no ano seguinte e seu cunhado, Jorge Terter I tomou o trono para si, reunificando a aristocracia e retirando gradualmente o apoio que sustentava Lacanas.

## Guerra bizantina de Teodoro Esvetoslau
Durante o século XIII, tanto bizantinos quanto búlgaros já estavam em declínio e geralmente se aliavam entre si para enfrentar inimigos externos mais poderosos, como a Horda Dourada e os turcos. Em 1301, porém, um novo e agressivo imperador búlgaro, Teodoro Esvetoslau travou diversos sangrentos combates contra os bizantinos. Primeiro, o antigo imperador Miguel Asen II tentou invadir a Bulgária com um exército de bizantinos por volta de 1302, mas foi derrotado. Como resultado, Teodoro se sentiu seguro o suficiente para passar para a ofensiva em 1303 e capturou diversas fortalezas no nordeste da Trácia, incluindo Mesembria, Anquíalo, Sozópolis e Agatópolis em 1304. O contra-ataque bizantino fracassou numa batalha próxima ao rio Skafida, perto de Sozópolis, na qual o coimperador Miguel IX Paleólogo teve que fugir em debandada. Ainda assim, a guerra continuou com Miguel IX e Teodoro se revezando em saques uns às terras do outro. No ano seguinte, o tio de Teodoro, Aldimir, parece ter se aliado com os bizantinos e Teodoro tomou-lhe as terras. Em 1306, o imperador búlgaro conseguiu ganhar a confiança dos alanos, que trabalhavam como mercenários para os bizantinos, e os assentou na Bulgária. Ele também tentou, sem sucesso, contatar os mercenários da Companhia Catalã, que também haviam se revoltado contra os bizantinos. A guerra terminou com um tratado em 1307 e que foi consolidado com um casamento entre o viúvo Teodoro Esvetoslau com Teodora Paleóloga, a filha de Miguel IX.

## Guerras de Jorge Terter II
Após a morte de seu pai, em 1322, o novo imperador búlgaro, Jorge Terter II se envolveu diretamente na guerra civil bizantina pelo trono, que era disputado por Andrônico II Paleólogo e seu neto, Andrônico III Paleólogo. Aproveitando-se da situação, Jorge Terter invadiu a Trácia bizantina e, encontrando pouca - ou nenhuma - resistência, conquistou a grande cidade de Filipópolis e boa parte da região à volta em 1322 ou 1323. Uma guarnição búlgara tomou conta da cidade e era comandada por um general chamado Ivan, o Russo, ao mesmo tempo que escrivão da corte elogiava Jorge como sendo o "detentor dos cetros búlgaro e grego". Uma nova campanha no mesmo ano conquistou diversas fortalezas perto de Adrianópolis, mas os búlgaros foram finalmente repelidos e derrotados por Andrônico III, que terminara vitorioso em sua luta contra o avô. O imperador bizantino estava se preparando para invadir a Bulgária quando soube que Jorge Terter II havia morrido, aparentemente de causas naturais.

## Guerras de Miguel Asen III
À morte de Jorge Terter II se seguiu um breve período de confusão e incerteza que foi explorado pelo imperador bizantino Andrônico III. Os bizantinos conquistaram o norte da Trácia e capturaram diversas importantes cidades. Ao mesmo tempo, um pretendente ao trono búlgaro patrocinado pelos bizantinos, Vojsil, irmão do antigo imperador Emiltzos, se apoderou de Kran e passou a controlar o vale entre a cordilheira dos Bálcãs e Sredna Gora. O recém-eleito imperador búlgaro, Miguel Asen III, marchou para o sul para enfrentar Andrônico enquanto outro exército bizantino estava cercando Filipópolis.
Embora Miguel Asen tenha conseguido forçar o imperador bizantino a recuar, os bizantinos conseguiram retomar Filipópolis quando os búlgaros tentavam substituir a guarnição. Apesar da perda, Miguel conseguiu expulsar Vojsil e recuperou o controle sobre o norte e nordeste da Trácia em 1324. O status quo foi confirmado por um tratado com o Império Bizantino, consolidado com o casamento de Miguel Asen III com Teodora Paleóloga, a mesma que já havia antes se casado com Teodoro Esvetoslau.

### Guerra civil bizantina
Em 1327, Miguel Asen III se envolveu também na guerra civil bizantina, que havia reiniciado, tomando o partido de seu cunhado, Andrônico III, enquanto o avô deste, e seu rival, Andrônico II obteve o apoio do rei da Sérvia Estêvão Uresis III. Andrônico III e Miguel Asen III se encontraram e firmaram uma aliança ofensiva contra o Reino da Sérvia.
Em paralelo, Miguel Asen também negociou com Andrônico II, oferecendo-lhe apoio militar em troca de dinheiro e da cessão de terras na fronteira. Avançando até a região com seu exército, o imperador búlgaro enviou um destacamento para, publicamente, ajudar Andrônico II, mas que, secretamente, tinha a intenção de capturá-lo. Avisado por seu neto, Andrônico II manteve os búlgaros fora da capital e longe de si. Desistindo do estratagema, Miguel tentou conseguir as terras à força, mas acabou recuando perante o avanço de Andrônico III. Outro enfrentamento às portas de Adrianópolis ocorreu em 1328, mas sem combates, e terminou com a renovação do tratado de paz. Depois disso, Miguel retornou para a Bulgária sem ter conseguido nem as terras e nem um tributo.

## Defesa da Bulgária por João Alexandre

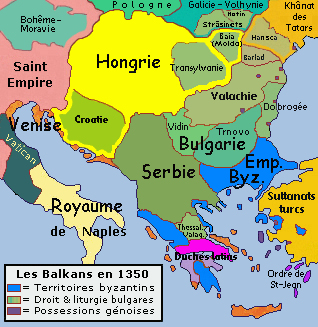
Balcãs em 1350

No início da década de 1340, as relações entre búlgaros e bizantinos se deterioraram novamente. João Alexandre exigiu a extradição de seu primo, Sismanes, um dos filhos de Miguel Asen III, ameaçando uma guerra. A demonstração de força de João Alexandre teve o efeito inverso, porém, pois os bizantinos não só não acreditaram no blefe como enviaram contra ele a frota de seu novo aliado, o emir de Esmirna, Umur Begue. Desembarcando no delta do Danúbio, os turcos de Umur saquearam a zona rual e atacaram as cidades búlgaras que encontraram. Forçado por suas próprias demandas, João Alexandre invadiu o Império Bizantino no final 1341, alegando ter sido convidado pelo povo de Adrianópolis, mas foi derrotado por duas vezes pelos aliados turcos dos bizantinos.
Entre 1341 e 1347, o Império Bizantino novamente sucumbiu a uma longa e acirrada guerra civil, desta vez entre os regentes do jovem imperador João V Paleólogo e João Cantacuzeno, que almejava sê-lo. Os vizinhos dos bizantinos se aproveitaram e, enquanto Estêvão Uresis IV da Sérvia se aliou com Cantacuzeno, João Alexandre se aliou à regência. Embora as duas potências balcânicas tenham escolhido lados diferentes da guerra civil, elas mantiveram a aliança que já tinham entre si. Como preço pelo apoio de João Alexandre, a regência de João V cedeu-lhe a cidade de Filipópolis, que trocou de mãos novamente, e nove outras importantes fortalezas nos montes Ródopes em 1344.
Outra guerra civil bizantina irrompeu na Trácia em 1352, desta vez entre Mateus Cantacuzeno e João V. O imperador, que agora estava quase alcançando a maioridade, estava preocupado por ter sido excluído do poder por seu sogro, o vitorioso João VI Cantacuzeno. Para tentar acalmá-lo - e também para removê-lo da capital - João concedeu-lhe, no final de 1351 ou início de 1352, um apanágio na parte ocidental da Trácia bizantina e nos Ródopes. Seu filho Mateus, que governava a região, foi removido e recebeu um novo governo, à leste do de João V e centrado em Adrianópolis. Os dois príncipes imediatamente começaram a discutir sobre as fronteiras, Mateus se recusou a reconhecer João V como herdeiro do trono e, como resultado, uma guerra logo irrompeu entre eles. Depois de contratar um grande número de mercenários turcos e com uma promessa de ajuda vinda de Tessalônica (que era hostil a Cantacuzeno), João marchou contra Mateus. Uma após a outra, as cidades de Mateus, incluindo Adrianópolis, foram se rendendo ao jovem imperador Paleólogo. Esperando alguma retaliação, João V buscou - e conseguiu - promessas de ajuda tanto da Sérvia quanto da Bulgária. Enquanto isso, depois de contratar ainda mais turcos otomanos, o imperador João VI Cantacuzeno partiu para retomar todas as cidades que haviam se rendido a João, que, por sua vez, recuou para oeste em busca da ajuda dos sérvios. Estêvão Uresis IVprontamente respondeu enviando-lhe 4 000 cavaleiros. Orcano I, o líder dos otomanos, porém, providenciou 10 000 a Cantacuzeno. A cavalaria otomana se encontrou com os sérvios - e, possivelmente, com uma força búlgara também - numa batalha perto de Demótica em outubro de 1352. Em vantagem numérica, os otomanos esmagaram sérvios e búlgaros e esta foi a primeira grande batalha dos otomanos em território europeu.

## Queda da Bulgária e do Império Bizantino
Em 1396, a Bulgária foi conquistada pelos turcos otomanos e, em 1453, Constantinopla caiu. Como os dois impérios passaram a fazer parte do Império Otomano, este foi o final de sete séculos de combates entre bizantinos e búlgaros.